# Stroemjani
Stroemjani (Bulgaars: Струмяни) is een dorp en een gemeente in de oblast Blagoëvgrad in het zuidwesten van Bulgarije. Het dorp ligt op 1 kilometer afstand van de rivier Strymon. 

## Geschiedenis
Stroemjani werd opgericht als een treinstation op de  Sofia-Koelata-lijn genaamd Gara Ograzjden ("station Ograzjden").  In 1970 werd het samengevoegd met het dorp Mikrevo om Stroemjani te vormen, maar de twee dorpen werden later gescheiden;  Stroemjani heeft echter zijn huidige naam behouden.  De naam betekent "mensen van de Strymon", aangezien de rivier dichtbij loopt.
Het dorp heeft een museumcollectie waarvan de vroegste tentoonstellingen dateren uit het late Mioceen, ongeveer 2 à 5 miljoen jaar geleden.  

## Bevolking
Het dorp Stroemjani en tevens ook de in gemeente Stroemjani liggende overige twintig dorpen, hebben te kampen met een dramatische bevolkingskrimp. De bevolkingsafname tussen 1985-1992 is het gevolg van de afscheiding met het dorp Mikrevo.
| dorp Stroemjani     | 906    | 1.441  | 1.799  | 2.839  | 3.068  | 3.178 | 1.096 | 1.026 | 960   | 822   |
| gemeente Stroemjani | 10.456 | 12.797 | 13.773 | 13.067 | 10.069 | 8.719 | 7.957 | 6.829 | 5.778 | 5.053 |

Het christendom is de belangrijkste religie in de regio. Zo’n 95% van de bevolking is lid van de Bulgaars-Orthodoxe Kerk.